# 日本映画製作者協会 (協同組合)
協同組合日本映画製作者協会（にほんえいがせいさくしゃきょうかい、英: JAPAN FILM MAKERS ASSOCIATION 略称: 日映協、JFMA）は、独立プロダクション（独立プロ）の組織であり、日本の映画、ビデオの製作を行っている中小企業（従業員100名以下もしくは資本金5000万円以下）が加盟できる事業協同組合である。

## 概要
1960年代に発足した前身の任意団体『独立映画製作者協議会（略称:独映協）』を引き継ぐ形で、独立プロ38社による相互扶助の精神のもと共同事業を行うことを目的として1995年3月16日に設立された。
2022年6月現在、52社の独立プロが協会に加盟している（このほか、賛助会員として7社及び2団体）。
なお、協会事務局は2021年2月3日にこれまでの東京都港区赤坂から新宿区新宿へ移転している（現住所への移転は2022年8月8日）。

## 主な事業
- 映像製作に関わる共済傷害保険制度の取りまとめ
- 独自の賞の運営（後述）
- 各種日本映画団体、及び政府機関との連係
- 映画関連の各種研究会の開催
- 「映画制作における新型コロナウイルス感染予防対策ガイドライン」および「新型コロナウイルス対策ガイドライン作成のための手引き」の策定

## 過去の事業
- 私的録画補償金の分配事業

私的録画著作権者協議会の構成団体として意見表明

## 賞
協会が独自に運営する賞が幾つか存在する。
新藤兼人賞
協会所属の現役プロデューサーが「この監督と組んで仕事をしてみたい」「今後この監督に映画をつくらせてみたい」という基準で選考を行う新人監督賞。1996年創設。受賞者には、賞の名前にもなっている映画監督の新藤兼人がデザインしたトロフィーと副賞が贈られる。
プロデューサー賞
「優秀な作品の完成に大きな貢献を果したプロデューサーまたは企画者」を選ぶ賞。2015年創設。前身は2005年から2014年まで私的録画補償金管理協会（SARVH）がプロデューサー賞の委託を受ける形であったため「SARVH賞」と呼ばれていた。しかし、SARVHが2015年4月に解散したため、2014年を最後に終了した。